# Au cœur des sentiments
Pour plus de détails, voir Fiche technique et Distribution.
Au cœur de la famille ou Au cœur des sentiments (Lake Effects) est un téléfilm américain réalisé par Michael McKay, diffusé le 6 mai 2012 sur Hallmark Movie Channel.

## Synopsis
Deux sœurs, qui ne se sont pas vues depuis longtemps, sont réunies par le décès accidentel de leur père. Dans leur maison natale, le passé ressurgit.

## Fiche technique
- Titre original : Lake Effects
- Titre français : Au cœur de la famille
- Réalisation : Michael McKay
- Scénario : Michael Ceraso et Scott Winters
- Photographie : Matthew Boyd
- Musique : Kaz Boyle
- Pays :  États-Unis
- Durée : 94 minutes

## Distribution
- Scottie Thompson (VF : Laurence Bréheret) : Sara Tisdale
- Jane Seymour (VF : Évelyn Séléna) : Vivian
- Madeline Zima (VF : Karine Texier) : Lily
- Jeff Fahey (VF : Patrick Raynal) : Ray
- Casper Van Dien (VF : Damien Boisseau) : Ash Henson
- Sean Patrick Flanery (VF : Jean-Philippe Puymartin) : Mark Futterman
- Ben Savage : Carl
- Eyal Podell (VF : Mathias Kozlowski) : Tyler
- Richard Moll (VF : Michel Derville) : le vieux Vic
- Ron Canada (VF : Gérard Dessalles) : Winchester
- Mary Beth McDonough : Elizabeth
- Richard Riehle (VF : Jean-Claude Sachot) : le président McCarren
- Liberty the Dog : Dobie
- Jennifer Ann Massey : Jeanne
- Scott Winters : Dave Boyers
- Martin Thompson : le ministre

 Source et légende : version française (VF) sur RS Doublage et selon le carton de doublage télévisuel.